# Tomáš Vrbík
Tomáš Vrbík (* 15. ledna 1973 Litoměřice) je český politik, v letech 2003 až 2006 poslanec Poslanecké sněmovny PČR za US-DEU, později pro nesouhlas s politikou strany opustil klub US-DEU, od roku 2009 opět členem ODS, v letech 2010 až 2012 náměstek ministra životního prostředí ČR a od roku 2012 vedoucí poradců předsedy vlády Petra Nečase. Od ledna 2022 je náměstkem ministra dopravy ČR.

## Biografie
Maturoval na Střední průmyslové škole chemické, pak studoval obor andragogika na Filozofické fakultě Univerzity Karlovy. Do ODS vstoupil v roce 1991. V letech 1992-1994 pracoval v tiskové sekci Hlavní kanceláře ODS, v roce 1995 působil v Kanceláři poslanecké sněmovny na pozici asistenta předsedy zahraničního výboru. V roce 1997 z ODS odešel. V období let 1996-1998 a 2000-2003 pracoval v soukromém sektoru v oboru reklamy a public relations.
Je ženatý, má dceru.
V roce 1998 vstoupil do nově vzniklé Unie svobody. Ve volbách v roce 2002 kandidoval do poslanecké sněmovny za Unii svobody-DEU, respektive za alianci US-DEU a KDU-ČSL pod názvem Koalice, (volební obvod Praha). Zvolen nebyl, ale do sněmovny usedl dodatečně jako náhradník v září 2003 poté, co na poslanecké křeslo rezignovala Hana Marvanová. V letech 2003-2004 byl členem sněmovního ústavněprávního výboru, pak v letech 2004-2006 členem výboru pro obranu a bezpečnost. V červenci 2004 opustil poslanecký klub US-DEU a zasedal nadále jako nezařazený poslanec. Ve sněmovně setrval do voleb v roce 2006. Důvodem pro odchod z Unie svobody byl jeho nesouhlas s politikou strany v rámci středolevé koalice.
V komunálních volbách roku 1994 a komunálních volbách roku 1998 byl zvolen do zastupitelstva městské části Praha 2. Neúspěšně sem kandidoval v komunálních volbách roku 2002. V roce 1994 kandidoval jako člen ODS, v roce 1998 a 2002 za Unii svobody. Profesně se k roku 1998 a 2002 uvádí jako PR konzultant. V komunálních volbách roku 1998 byl zároveň zvolen za Unii svobody do zastupitelstva hlavního města Praha. Kandidoval sem neúspěšně znovu v komunálních volbách roku 2006, nyní jako bezpartijní za formaci Volba pro město. Profesně se roku 2006 uvádí jako výkonný ředitel.
Od roku 2006 nastoupil na post ředitele Kabinetu ministra financí ve vládě Mirka Topolánka, později od roku 2007 jako ředitel Kanceláře náměstka ministra vnitra pro veřejnou správu, informatiku, legislativu a archivnictví. Podílel se na realizaci projektů v oblasti e-governmentu. Roku 2009 opětovně vstoupil do ODS a koncem roku 2009 se stal vedoucím politické sekce Hlavní kanceláře ODS. 14. července 2010 se stal ředitelem úřadu Ministerstva životního prostředí a od 1. října 2010 náměstkem ministra. V březnu 2012 se stal vedoucím poradců předsedy vlády Petra Nečase. V červnu 2014 byl pověřen vedením Úřadu HK ČR a stal se jeho tajemníkem.
V lednu 2022 se stal politickým náměstkem ministra dopravy ČR Martina Kupky.